# Saint-Éloy-les-Tuileries
Saint-Éloy-les-Tuileries település Franciaországban, Corrèze megyében. Lakosainak száma 111 fő (2022. január 1.). Saint-Éloy-les-Tuileries Saint-Yrieix-la-Perche, Saint-Julien-le-Vendômois, Ségur-le-Château, Payzac és Glandon községekkel határos.

## Népesség
A település népessége az elmúlt években az alábbi módon változott:
| Lakosok száma | 218  | 159  | 133  | 120  | 114  | 107  | 102  | 104  | 106  | 111  |
|               | 1968 | 1982 | 1990 | 2006 | 2013 | 2015 | 2017 | 2019 | 2020 | 2022 |